# Angelo Trevisani
Angelo Trevisani (* 1669 in Venedig; † nach 1753), auch bekannt als Angelo Trevisan, Angelo Trevisano oder Angelo Barbieri, war ein italienischer Maler und Kupferstecher des Barock.

## Leben
Trevisani soll in seiner Jugend die Tanzkunst betrieben haben. Er war als Maler Schüler von Andrea Celesti (1637–1712) und Antonio Balestra in Venedig.
Trevisani ist vor allem für seine Porträts bekannt. Er malte auch historische Gemälde und religiöse Gemälde in der Provinz Rovigo (Santuario della Madonna di Piastrello in Lendinara), Brescia (Traum der Heiligen Theresa, in San Pietro in Oliveto) und Venedig (Martyrium des Heiligen Thomas in San Stae, sowie in San Zaccaria und San Cosmo e Damiano (Vertreibung der Geldwechsler aus dem Tempel)). Ein Selbstporträt hängt in den Uffizien. Im Palazzo Labia in Venedig malte er das Deckengemälde Eintrag der Familie Labia in das Goldene Buch der venezianischen Adels im Zodiak Saal.
Zu seinen Schülern gehört Bartolomeo Nazari.

## Familie
Sein Vater Antonio Trevisani war Architekt und sein Bruder Francesco Trevisani ein bekannter Maler in Rom. 

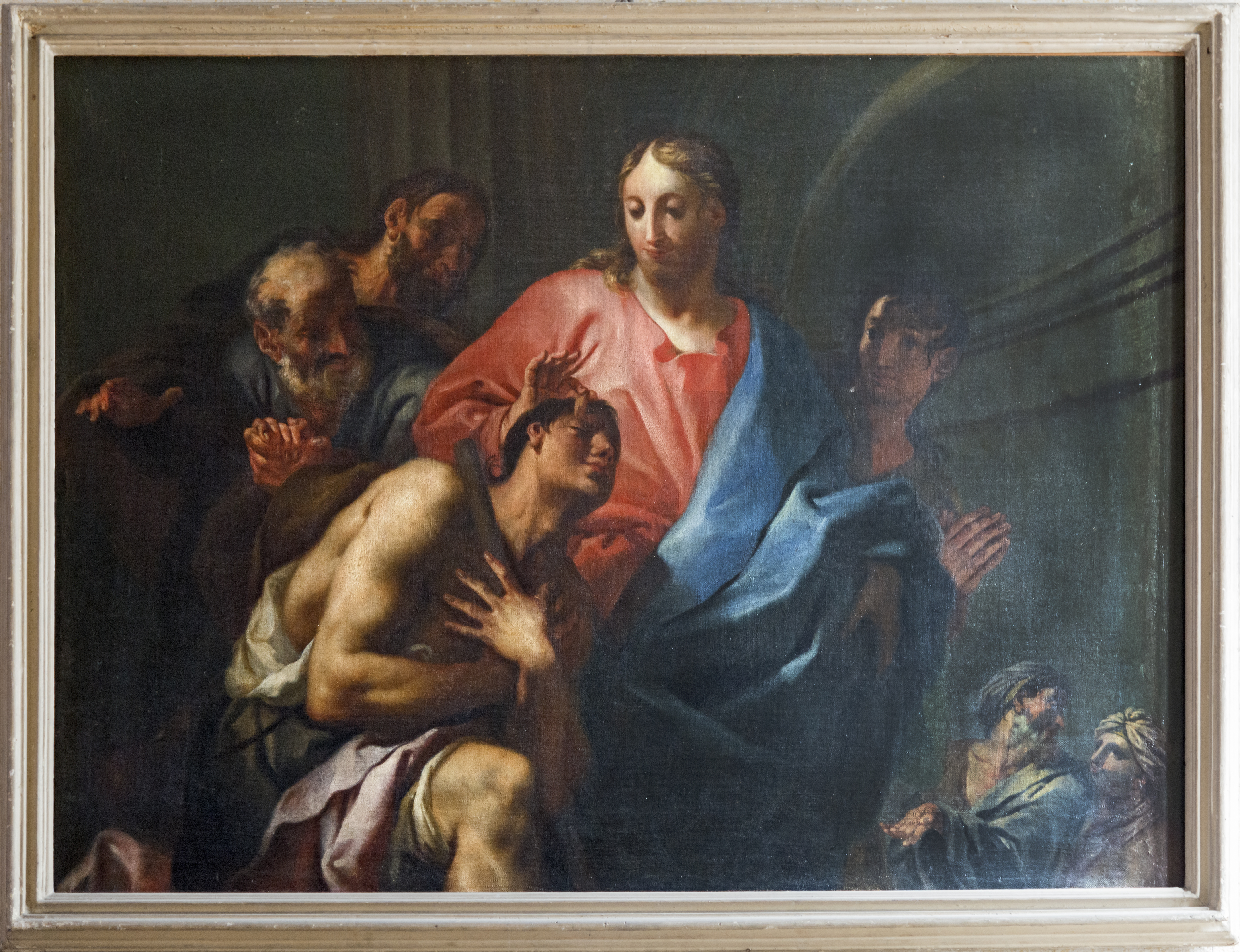
Die Heilung des Blindgeborenen San Francesco della Vigna